# Tropiduridae
Tropiduridae este o familie de șopârle.